# 貿易における重力モデル
貿易における重力モデル（ぼうえきにおけるじゅうりょくもでる、英：The gravity model of international trade）は、2国間の距離とそれぞれの国のGDPで輸出額と輸入額を予測するモデルのこと。重力方程式、グラビティ・モデルとも記述される。

## 概要
貿易における重力モデルは、経済規模（GDPや人口）と輸出国と輸入国の間の距離に基づいて相互の貿易額を予測する。移民の数や観光客の数を予測する社会科学の他の重力モデルと考え方は同様である。ウォルター・アイザードの1954年の論文、ヤン・ティンバーゲンの1962年の論文が、重力モデルを国際貿易の文脈で用いた最初の論文として知られている。
国iと国j間の貿易額{\displaystyle F_{ij}}が以下のような重力方程式で書ける。
{\displaystyle F_{ij}=G{\frac {M_{i}M_{j}}{D_{ij}}}}
ただし、{\displaystyle M_{i}}は国iの経済規模、{\displaystyle D_{ij}}は2国間の距離、{\displaystyle G}は定数である。対数をとると以下のように線形に変換できる。
{\displaystyle \ln(F_{ij})=\beta _{0}+\beta _{1}\ln(M_{i})+\beta _{2}\ln(M_{j})-\beta _{3}\ln(D_{ij})+\varepsilon _{ij}.}
ただし{\displaystyle \beta _{0}=\ln G}である。理論的には{\displaystyle \beta _{1}=\beta _{2}=\beta _{3}=1}である。右辺にはさらに、所得水準（一人当たりGDP）、共通の言語を話すかどうかのダミー変数、関税率、国境を接するか否かを示すダミー変数、内陸国か否かを示すダミー変数、旧宗主国・被植民地関係などの歴史的な関係があるかどうかのダミー変数なども含まれることもある。
- パネルデータを用いて国のペアの固定効果や輸出国固定効果、輸入国固定効果をとる場合は、距離などの時間を通じて不変な変数は固定効果に吸収されるため、これらの変数の係数を推定することはできない。
- 輸出国-輸入国-産業-年レベルのデータを用いて、輸出国固定効果と輸入国固定効果を回帰式に導入すれば、輸出国のGDPや輸入国のGDPなどのマクロ変数も固定効果として制御することができる。

貿易障壁が全く存在せず、貿易コストゼロで国家間で財の取引ができる状況を、物理における「無重力状態」とかけて「ゼロ・グラビティ」と表現されたりする。

## 理論的基礎付け
重力モデルは実証的には成功を収めているが、理論的な正当化は論議がなされている。
重力モデルの理論的基礎付けを考えた初期の論文では、一般均衡モデルを用いて価格（物価水準と為替レート）が組み込まれた重力モデルを導出している。そして、価格が重力モデルの推定式の右辺から欠落すると、省略変数バイアスが生じることを示している。
アラン・ディアドーフは、ヘクシャー＝オーリン・モデルから重力モデルを導出している。この論文では2つのケースを考えている。第1に、貿易コストが存在せず、国家間で選好が等しく効用関数がホモセティックである場合、消費者はどの国から購入しても同じ効用を得るから、導出される貿易フローのパターンは重力モデルが予測するものと似通ったものになる。第2に、効用関数がコブ＝ダグラス型あるいはCES型で完全特化があり得るヘクシャー＝オーリン・モデルの場合は、距離が拡大するにつれて貿易が減少する重力モデルが導出できる。
ジェームズ・アンダーソンとエリック・ヴァンウィンクープは、財が存在して消費者がそれを消費するだけという要素賦存経済 (endowment economy) のモデルから、理論的に重力モデルを導出している。ジョナサン・イートンとサミュエル・コータムは、リカード・モデルから重力モデルを導出している。トーマス・チャネイやエルハナン・ヘルプマンらは、異質的企業の貿易モデルから重力モデルを導出している。

## 応用例
重力モデルの国際貿易の分野における応用は多岐にわたる。例えば、以下のような応用例がある。
- 国境の存在が国際貿易に与える効果である「国境効果（the border effect）」を推定するのに重力モデルが用いられている[12]。
- 国際貿易が所得に与える影響を検証するのに重力モデルが応用されている[13]。
- 自由貿易協定の貿易創出効果、貿易転換効果を検証するのに重力モデルが用いられている[14]。
- 通貨同盟が国際貿易に与える影響を検証するのに重力モデルが用いられている[15]。
- 世界貿易機関の設立・存続が国際貿易に与える影響を推定するのに重力モデルが用いられている[16]。
- ソブリン債務危機（ソブリン債務再構築）が国際貿易に与える影響を推定するのに重力モデルが用いられている[17]。
- 旧宗主国と旧植民地国の間の経済的なつながりが薄れてきている（国際貿易が減少している）ことを示すのに重力モデルが用いられている[18]。
- アルキアン＝アレン効果を検証するのに重力モデルが使用されている[19]。
- 自然災害が国際貿易に与える影響を分析するために重力モデルが用いられている[20]。
- 米国の州間で政治的な思想が異なると（赤い州・青い州を参照のこと）、州間貿易が減少する要因になるのか検証するために重力モデルが用いられている[21]。
- 気候（天候）の変化が国際貿易に与える影響を分析するために重力モデルが用いられている[22]。
- 金融危機が国際貿易に与える影響を分析するために重力モデルが用いられている[23]。

## 問題点と克服
実際のデータを観察すると、国際貿易を行っていない国の組もある。そうした国の間の貿易フローは「ゼロ貿易フロー（zero trade flows）」と呼ばれる。貿易が観察される国のデータのみを用いて重力モデルを推定すると、サンプルセレクションの問題が生じる。その問題を克服するために、ジェームズ・ヘックマンの二段階推定法（通称 Heckit）を用いた推定方法が提案されている。また、ポワソン疑似最尤推定法(the Poisson pseudo-maximum-likelihood) も、被説明変数（貿易額）がサンプルの大部分においてゼロであることを許容するため用いられている。
実際の分析では、対数線形に直された重力モデルが推定され、予測値（サンプルに含まれる国のペアの対数貿易額の平均値）を得て、その数値を指数変形（exponential）してモデルから予測される貿易額が計算される。この計算では、イェンセンの不等式により予測値にずれが生じる。したがって、被説明変数が対数貿易額ではなく実際の貿易額であるポワソン疑似最尤推定法が好まれる。
国レベルの貿易額を用いた推定では集計バイアス (aggregation bias) が生じることが知られており、産業レベル・品目レベルのデータを用いた推定が好まれる。
その国がその他の国からどれくらい離れているかを測る指標であるマルチラテラル・レジスタンス (the multilateral resistance) （またはリモートネス (the remoteness)とも呼ばれる） も貿易フローを決定する重要な変数であり、それを重力モデルの右辺に導入しないと省略変数バイアスが生じることが知られている。データがパネルデータであれば、国固定効果としてマルチラテラル・レジスタンスを制御することが可能である。
中間財貿易の拡大で、重力モデルの説明力が低下していることが指摘されている。
通常の重力モデルでは、経済規模の指標であるGDPが右辺に入り、GDPの上昇が一人あたり所得の上昇によるものであっても人口増加によるものであっても同じように貿易を増加させることを予測する。しかし、実際は一人当たり所得の増加の方が人口増加よりも貿易を増加させることが指摘されている。

## 重力モデル外の貿易の決定要因
重力モデルは2国間の距離とGDPで貿易フローを説明するものであるが、貿易の別の決定要因もある。
- 貿易が消費者の選好から発生するというリンダー仮説がある。実際、その妥当性が検証された論文がある[29]。
- エルハナン・ヘルプマンとポール・クルーグマンは、所得が近い国同士の貿易が多いことから、それが独占的競争市場の貿易理論が予測する貿易パターンであると主張した。この点において、ジェフリー・フランケルは、彼らとは異なった見解を示している[30]。
- 差別化財と同質財の貿易フローを説明する試みにおいて、重力モデルが応用されている[31]。差別化財の貿易フローは独占的競争市場の貿易モデルが予測するものと整合的で、同質の財の貿易フローはアーミングトン・モデルや相互ダンピングモデルの予測と整合的であるとしている[31]。